# Володько-Дівицька волость
Володько-Дівицька волость — історична адміністративно-територіальна одиниця Ніжинського повіту Чернігівської губернії з центром у селі Володькова Дівиця.
Станом на 1885 рік складалася з 4 поселень, 4 сільських громад. Населення — 8712 осіб (4323 чоловічої статі та 4389 — жіночої), 1553 дворових господарства.
|                     | Площа, десятин | У тому числі орної, дес. |
| ------------------- | -------------- | ------------------------ |
| Сільських громад    | 7088           | 5251                     |
| Приватної власності | 7755           | 6423                     |
| Іншої власності     | 120            | 91                       |
| Загалом             | 14963          | 11765                    |

Основні поселення волості:
- Володькова Дівиця — колишнє державне та власницьке село при річці Дівиця за 14 верст від повітового міста, 5265 осіб, 978 двори, 3 православні церкви, школа, 2 постоялих будинки, 2 лавки, 2 вітряних млини, цегельний і винокурний заводи, базари по середах.
- Данина — колишнє власницьке село при урочищі Крути, 1962 особи, 343 двори, православна церква, 2 постоялих будинки.
- Шатура — колишнє власницьке село, 1228 осіб, 229 дворів, постоялий двір.

1899 року у волості налічувалось 6 сільських громад, населення зросло до 11863 осіб (5883 чоловічої статі та 5980 — жіночої).